# Děkanství šlapanické
Děkanství šlapanické (do 31. října 2023 děkanství modřické) je územní část brněnské diecéze s centrem ve Šlapanicích. Zahrnuje 24 římskokatolických farností. Děkanství je starobylé a nově bylo vymezeno při reformě členění brněnské diecéze k 1. červenci 1999. V roce 2001 byla v děkanství zřízena nová farnost Blažovice.
Funkci děkana vykonává od 27. srpna 2023 P. ICLic. Mgr. Petr Hošek, farář ve Šlapanicích u Brna.

## Seznam farností
| Farnost             | Správce                                                  | Farní kostel                      |
| ------------------- | -------------------------------------------------------- | --------------------------------- |
| Blažovice           | administrátor excurrendo, Tvarožná                       | Božského srdce Páně               |
| Blučina             | R. D. Mgr. Jaroslav Trávníček                            | Nanebevzetí Panny Marie           |
| Bratčice            | administrátor excurrendo, Dolní Kounice                  | Nejsvětější Trojice               |
| Malešovice          | administrátor excurrendo, Loděnice u Moravského Krumlova | sv. Štěpána                       |
| Medlov nad Jihlavou | administrátor excurrendo, Loděnice u Moravského Krumlova | sv. Bartoloměje                   |
| Měnín               | administrátor excurrendo, Blučina                        | sv. Markéty                       |
| Modřice             | P. ThLic. Tomáš Holý                                     | sv. Gotharda                      |
| Moravany            | R. D. Mgr. Vojtěch Libra                                 | sv. Václava                       |
| Moutnice            | R. D. Mgr. René Strouhal                                 | sv. Jiljí                         |
| Nosislav            | administrátor excurrendo, Židlochovice                   | sv. Jakuba Staršího               |
| Podolí u Brna       | R. D. Doc. Dr. Petr Mareček, Th.D                        | sv. Jana Nepomuckého              |
| Pozořice            | R. D. Mgr. Paweł Cebula                                  | Nanebevzetí Panny Marie           |
| Prace               | administrátor excurrendo, Telnice                        | Povýšení sv. Kříže                |
| Přísnotice          | R. D. Mgr. Vít Fatěna                                    | sv. Václava                       |
| Rajhrad             | administrátor excurrendo, Modřice                        | Povýšení sv. Kříže                |
| Syrovice            | R.D. Ing. Jan Kotík                                      | sv. Augustina                     |
| Šlapanice u Brna    | R. D. ICLic. Mgr. Petr Hošek                             | Nanebevzetí Panny Marie           |
| Telnice             | R. D. ICLic. Oldřich Chocholáč                           | sv. Jana Křtitele                 |
| Těšany              | administrátor excurrendo, Moutnice                       | sv. Barnabáše                     |
| Tvarožná            | R. D. Mgr. Roman Strossa                                 | sv. Mikuláše                      |
| Újezd u Brna        | R. D. Ing. Pavel Svoboda                                 | sv. Petra a Pavla                 |
| Žatčany             | administrátor excurrendo, Újezd u Brna                   | Nejsvětější Trojice               |
| Želešice            | administrátor excurrendo, Moravany                       | Neposkvrněného početí Panny Marie |
| Židlochovice        | R. D. ICLic. Mgr. Jan Nekuda                             | Povýšení sv. Kříže                |